# 勞工及福利局
勞工及福利局（簡稱勞福局，LWB）是中华人民共和国香港特別行政區政府的決策局，於2007年7月1日成立，專責扶貧、勞工、人力及福利政策，保障勞工權益及改善弱勢群體的福祉。而現任局長為孫玉菡。

## 歷史
1973年5月，布政司署經濟科和布政司署社會事務科成立，首長分別為經濟司和社會事務司。
1981年9月，布政司署經濟科轄下的勞工事務撥歸布政司署教育及人力統籌科管轄，首長為教育司。
1983年，布政司署教育及人力統籌科改稱布政司署教育統籌科；布政司署社會事務科改稱布政司署衛生福利科，首長分別為教育及人力統籌司和衛生福利司。
1989年，布政司署教育統籌科首長由教育及人力統籌司改稱教育統籌司。
1997年7月1日香港主權移交，布政司署教育統籌科和布政司署衛生福利科改稱教育統籌局和衛生福利局，首長分別改稱教育統籌局局長和衛生福利局局長。
2002年7月1日，經濟發展及勞工局和衛生福利及食物局成立。經濟發展及勞工局由經濟局和教育統籌局的勞工部門合併而成；衛生福利及食物局由衛生福利局和環境食物局的食物部門合併而成。
2007年7月1日，勞工及福利局成立，由經濟發展及勞工局中專責勞工事務和衛生福利及食物局中專責社會福利的部門合併而成。

## 下設部門、商營及公營機構
- 勞工處
- 社會福利署
- 在職家庭及學生資助事務處
- 香港人才服務辦公室
- 職業安全健康局
- 僱員補償援助基金管理局
- 職業性失聰補償管理局
- 肺塵埃沉着病補償基金委員會
- 社會工作者註冊局
- 安老事務委員會

## 歷任部門首長

### 1973年－1983年
| №          | 官員                 | 就任日期      | 離任日期      |
| 社會事務司 |                      |               |               |
| 1          | 李福逑 Li Fook-kow   | 1973年9月13日 | 1977年4月11日 |
| 2          | 何鴻鑾 Peter Eric Ho | 1977年4月12日 | 1983年2月6日  |

### 1983年－1997年
| №                      | 官員                   | 就任日期               | 離任日期               | №                      | 官員                    | 就任日期               | 離任日期               |
| 教育統籌司（勞工事務） | 教育統籌司（勞工事務） | 教育統籌司（勞工事務） | 教育統籌司（勞工事務） | 衞生福利司（福利事務） | 衞生福利司（福利事務）  | 衞生福利司（福利事務） | 衞生福利司（福利事務） |
| 12                     | 陶建 K. W. J. Topley   | 1974年9月20日          | 1983年9月19日          | 1                      | 程慶禮 Henry Ching      | 1983年5月2日           | 1984年11月30日         |
| 13                     | 韓達誠 J. N. Henderson | 1983年9月20日          | 1986年8月25日          | 2                      | 湛保庶 J. W. Chambers   | 1984年12月1日          | 1988年9月30日          |
| 14                     | 布立之 R. G. B. Bridge | 1986年8月26日          | 1989年6月30日          | 3                      | 周德熙 Brian Chau       | 1988年10月1日          | 1990年1月1日           |
| 15                     | 楊啟彥 Yeung Kai-yin   | 1989年7月1日           | 1991年5月1日           | 4                      | 黃錢其濂 Elizabeth Wong | 1990年1月2日           | 1994年8月31日          |
| 16                     | 陳祖澤 John Chan       | 1991年6月13日          | 1993年5月31日          | 5                      | 霍羅兆貞 Katherine Fok  | 1994年9月1日           | 1997年6月30日          |
| 17                     | 梁文建 Michael Leung   | 1993年6月1日           | 1995年8月              |                        |                         |                        |                        |
| 18                     | 王永平 Joseph Wong     | 1995年8月              | 1997年6月30日          |                        |                         |                        |                        |

### 1997年－2002年
| №                          | 官員                       | 就任日期                   | 離任日期                   | №                          | 官員                       | 就任日期                   | 離任日期                   |
| 教育統籌局局長（勞工事務） | 教育統籌局局長（勞工事務） | 教育統籌局局長（勞工事務） | 教育統籌局局長（勞工事務） | 衞生福利局局長（福利事務） | 衞生福利局局長（福利事務） | 衞生福利局局長（福利事務） | 衞生福利局局長（福利事務） |
| 1                          | 王永平 Joseph Wong         | 1997年7月1日               | 2000年7月2日               | 1                          | 霍羅兆貞 Katherine Fok     | 1997年7月1日               | 1999年9月19日              |
| 2                          | 羅范椒芬 Fanny Law         | 2000年7月3日               | 2002年6月30日              | 2                          | 楊永強 Yeoh Eng-kiong      | 1999年9月20日              | 2002年6月30日              |

### 2002年－2007年
| №                                | 官員                             | 就任日期                         | 離任日期                         | №                                | 官員                             | 就任日期                         | 離任日期                         |
| 經濟發展及勞工局局長（勞工事務） | 經濟發展及勞工局局長（勞工事務） | 經濟發展及勞工局局長（勞工事務） | 經濟發展及勞工局局長（勞工事務） | 衞生福利及食物局局長（福利事務） | 衞生福利及食物局局長（福利事務） | 衞生福利及食物局局長（福利事務） | 衞生福利及食物局局長（福利事務） |
| 1                                | 葉澍堃 Stephen Ip                | 2002年7月1日                     | 2007年6月30日                    | 1                                | 楊永強 Yeoh Eng-kiong            | 2002年7月1日                     | 2004年10月11日                   |
|                                  |                                  |                                  |                                  | 2                                | 周一嶽 York Chow                 | 2004年10月12日                   | 2007年6月30日                    |

### 2007年至今
| №                | 官員                     | 就任日期      | 離任日期      |
| 勞工及福利局局長 |                          |               |               |
| 1                | 張建宗 Matthew Cheung    | 2007年7月1日  | 2017年1月16日 |
| 2                | 蕭偉強 Stephen Sui       | 2017年2月13日 | 2017年6月30日 |
| 3                | 羅致光 Law Chi-kwong     | 2017年7月1日  | 2022年6月30日 |
| 4                | 孫玉菡 Chris Sun Yuk-han | 2022年7月1日  | 現任          |

## 歷任副局長及常任秘書長

### 勞工及福利局副局長（2014年至今）
| № | 官員               | 就任日期      | 離任日期      |
| 1 | 蕭偉強 Stephen Sui | 2014年8月15日 | 2017年2月13日 |
| 2 | 徐英偉 Caspar Tsui | 2017年8月2日  | 2020年4月22日 |
| 3 | 何啟明 Ho Kai-ming | 2020年6月1日  | 現任          |

### 勞工及福利局常任秘書長（2007年至今）
| №    | 官員                  | 就任日期      | 離任日期      |
| 1    | 鄧國威 Paul Tang      | 2007年7月1日  | 2012年6月30日 |
| 2    | 譚贛蘭 Annie Tam      | 2012年7月1日  | 2017年4月11日 |
| 署任 | 戴淑嬈 Leonia Tai     | 2017年4月12日 | 2017年7月25日 |
| 3    | 張琼瑤 Chang King-yiu | 2017年7月26日 | 2021年7月25日 |
| 4    | 劉焱 Alice Lau        | 2021年7月26日 | 現任          |

管轄部門及公營機構
勞工處
社會福利署
職業安全健康局
職業性失聰補償管理局

## 歷任局長政治助理
- 莫宜端（2008年11月3日─2012年6月30日、2012年11月13日─2013年8月24日）
- 黎穎瑜（2013年11月1日─2017年6月30日）
- 馮興禮（2017年10月9日─2022年6月30日）
- 傅曉琳（2022年7月25日─）

## 外部連結
- 香港特別行政區政府 勞工及福利局 （页面存档备份，存于）
- 勞工及福利局Facebook專頁 （页面存档备份，存于）